# Hataki
Hataki – mityczna rzeka, zlokalizowana w świecie podziemnym (patala) według wierzeń hinduizmu.
Hataki określana bywa rzeką świadomej energii. Płynie w witalaloce, drugiej licząc od poziomu ziemi krainie podziemnej.
Jest tam wypijana przez boga Agniego, który ją zwraca w postaci magicznego płynnego złota.